# ويليام هيمفيل جونز
ويليام هيمفيل جونز هو سياسي أمريكي، ولد في 26 أكتوبر 1811 في ويلمنغتون في الولايات المتحدة، وتوفي في 30 أبريل 1880 في واشنطن العاصمة في الولايات المتحدة. انتخب Secretary of State of Delaware ‏.